# Burkholderial
Burkholderials és un ordre de proteobacteris beta. Són bacteris gram-negatius, de metabolisme aerobi i poden ser mòbils o immòbils. La morfologia cel·lular varia entre els cocs a bacils. Algunes espècies poden formar beines i circells. El contingut GC (guanosina-citosina) varia entre un 55% fins a un 70%, aquest criteri, abans de l'adveniment de les tècniques de biologia molecular, s'ha fet servir per a classificar-los taxonòmicament. Alguns membres d'aquest ordre són paràsits i poden produir malalties en l'home, els animals o les plantes, encara que la gran majoria són bacteris del sòl i de l'aigua que intervenen en els cicles del carboni i del nitrogen.
L'ordre es divideix en per quatre famílies:
- Alcaligenaceae, que conté, per exemple, al gènere Bordetella.
- Burkholderiaceae, per exemple, Burkholderia.
- Comamonadaceae, per exemple, Pelomonas.
- Oxalobacteraceae, per exemple, Herbaspirillum.